# 布兴—抗语支
布兴—抗语支包括：
- 布兴语群：布兴语和广林语
- 抗语群：抗语和布芒语

布兴—抗语支语言分布在中国南部、老挝北部和越南西北。布兴—抗语支的分类最先由保罗·西德维尔提出(2014)。

## 分类
早期布兴—抗语支常被归入克木语支，但西德维尔(2014)认为布兴—抗语支属于佤德昂语支。保罗·西德维尔(2014)认为这些语言组成了佤德昂语支的一个分支，因为它们展现出了佤德昂特有的词汇创新，如“眼”、“火”、“血”和“笑”。
| 词义 | 原始佤德昂语 词汇创新 |
| ---- | --------------------- |
| 眼   | *ˀŋaːj                |
| 血   | *snaːm                |
| 火   | *ŋal                  |
| 笑   | *kəɲaːs               |

Sidwell (2014)认为布兴—抗语支因有与佤语支、拉墨语和昂语支共享的词汇可能源自东佤德昂语，但在较晚时因布兴—抗语支使用者向东迁徙到克木语区受克木语支强烈影响。